# Nhà hát Baj Pomorski

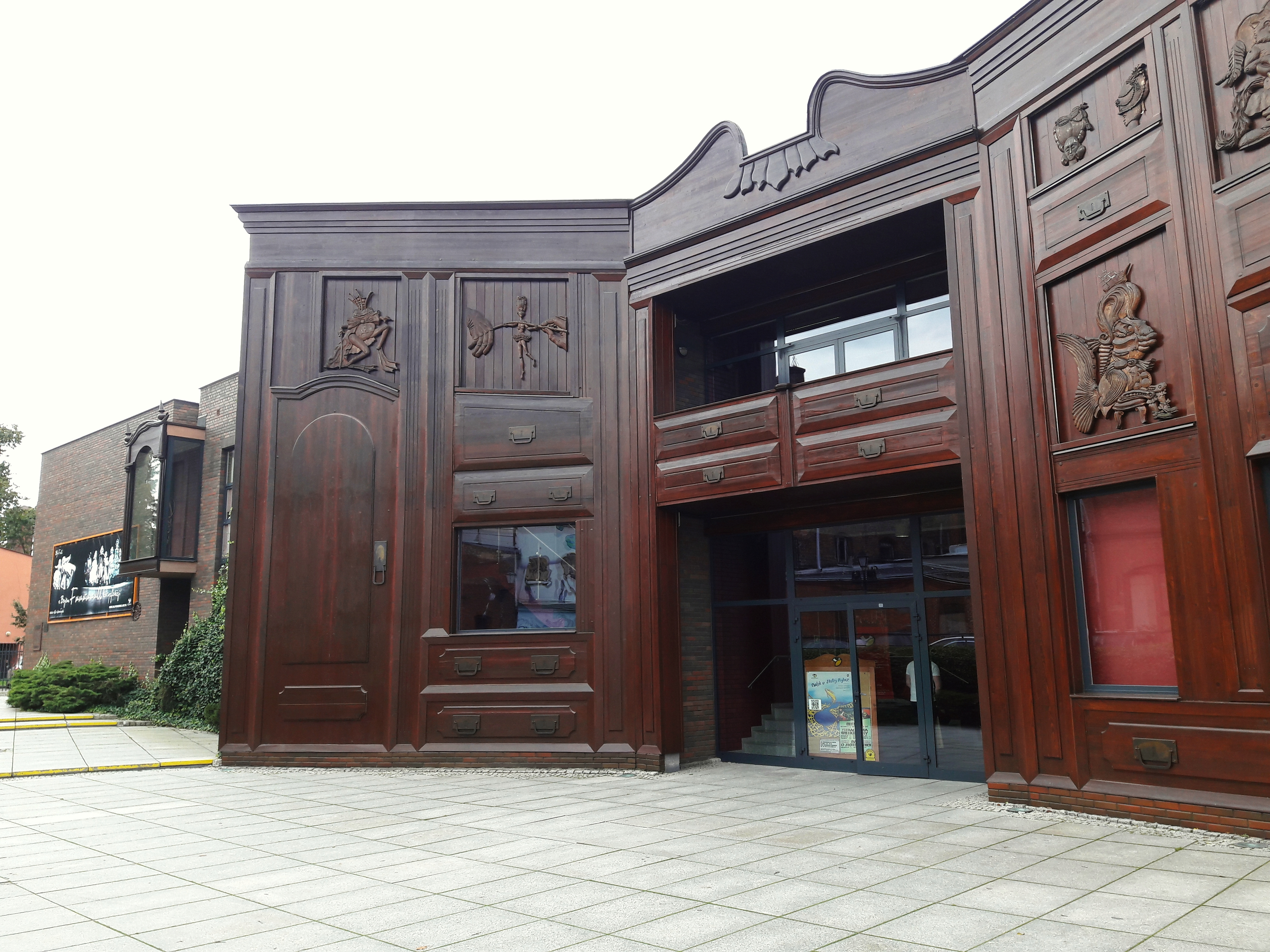
Nhà hát Baj Pomorski

Nhà hát Baj Pomorski là một nhà hát múa rối, nằm ở Toruń ở Ba Lan.

## Lịch sử
Nhà hát Baj Pomorski được bắt đầu nhờ Irena Pikiel-Samorewiczowa - một người nghệ sĩ, họa sĩ hồi hương từ Vilnius, người đã đến Bydgoszcz vào tháng 4/1945. Bộ Văn hóa Nghệ thuật (ngày 1 tháng 4 năm 1945) ra công văn cho phép bà tổ chức nhà hát múa rối đầu tiên ở Pomerania. Nó được cho là em trai của Nhà hát Baj của Warsaw, do đó nó có tên Baj Pomorski. Nhà hát Bydgoszcz nằm trong lò mổ của thành phố, nơi có vai trò như một nhà hát múa rối của Đức trong thời kỳ phát xít Đức. Vào ngày 28 tháng 10 năm 1945, nhà hát đã thực hiện buổi ra mắt cho trẻ em với vở "Taylor nhỏ bé đi lang thang" của Ewa Szelburg-Zarembina. Tuy nhiên, điều kiện sân khấu của Bydgoszcz không thể đáp ứng được nhu cầu của nhà hát múa rối mới. Do đó, I. Pikiel rất sẵn lòng chấp nhận đề nghị chuyển trụ sở của Baj Pomorski sang Toruń. Ngay từ tháng 4 năm 1946, Nhà hát đã được cấp một tòa nhà tại số 9 đường Piernikarska, trước đây thuộc về Nhà hát Lâu đài Đức trong chiến tranh. Chính tại vị trí tuyệt đẹp gần tàn tích của Lâu đài Hiệp sĩ Teutonic này mà Nhà hát đã biểu diễn cho đến ngày hôm nay - kéo dài đến sáu mươi năm qua.

## Giám đốc
Các giám đốc của nhà hát là
- Stanisław Stapf (1950 - 1960),
- Leszek Śmigielski (1960 - 1972),
- Tadeusz Petrykowski (1972 - 1979),
- Konrad Szachnowski (1979 - 1980),
- Antoni Słociński (1980 - 1988),
- Krzysztof Arciszewski (1988 - 1992),
- Wojciech Olejnik (1992 - 1993),
- Czesław Sieńko (1993 - 2003).
- Zbigniew Lisowski là giám đốc của Baj Pomorski kể từ ngày 1 tháng 8 năm 2003.

Giám đốc hiện tại của Baj Pomorski đã biến sân khấu múa rối của Torun thành một nhà hát mở, đáp ứng nhu cầu đa dạng của cư dân thành phố và xu hướng ngày nay. Thông điệp của nó, mặc dù chủ yếu nhắm vào trẻ em và thanh thiếu niên, nhằm mục đích đến với mọi học sinh và người lớn. Hy vọng trong những năm tới của nhà hát là hiện đại hóa và phát triển tòa nhà chính. Được quy hoạch trên quy mô rộng, nhà hát sẽ thay đổi diện mạo, khiến nó trở thành một trong những sân khấu hiện đại và thú vị nhất của Ba Lan, và không chỉ từ khía cạnh kiến trúc. Bằng cách thiết kế tòa nhà như một tủ kính khổng lồ, kỳ diệu, nhà hát này sẽ có thể đóng vai trò là địa điểm để giao lưu đối với cả cư dân và khách du lịch của Torun, trong đó là những bí ẩn của nhà hát, là vẻ đẹp của kiến trúc kết hợp giữa hiện đại và cổ kính.